# Jacques Monestier (artiste)
Pour les articles homonymes, voir Jacques Monestier et Monestier.
 (décembre 2023).
Si vous disposez d'ouvrages ou d'articles de référence ou si vous connaissez des sites web de qualité traitant du thème abordé ici, merci de compléter l'article en donnant les références utiles à sa vérifiabilité et en les liant à la section « Notes et références ».
Jacques Monestier est un artiste français né le 8 juillet 1939 au Puy-en-Velay.

## Biographie
Jacques Monestier, après avoir fait des études techniques à l'École Bréguet (ESIEE Paris) et artistiques aux Beaux-Arts de Paris, section architecture, obtient en 1965 la bourse de la Fondation Marcel-Bleustein-Blanchet pour la vocation.

## Œuvre
Jacques Monestier se définit comme « sculpteur d'automates ». Il réalise des automates de salon et des œuvres monumentales.

### Œuvres monumentales

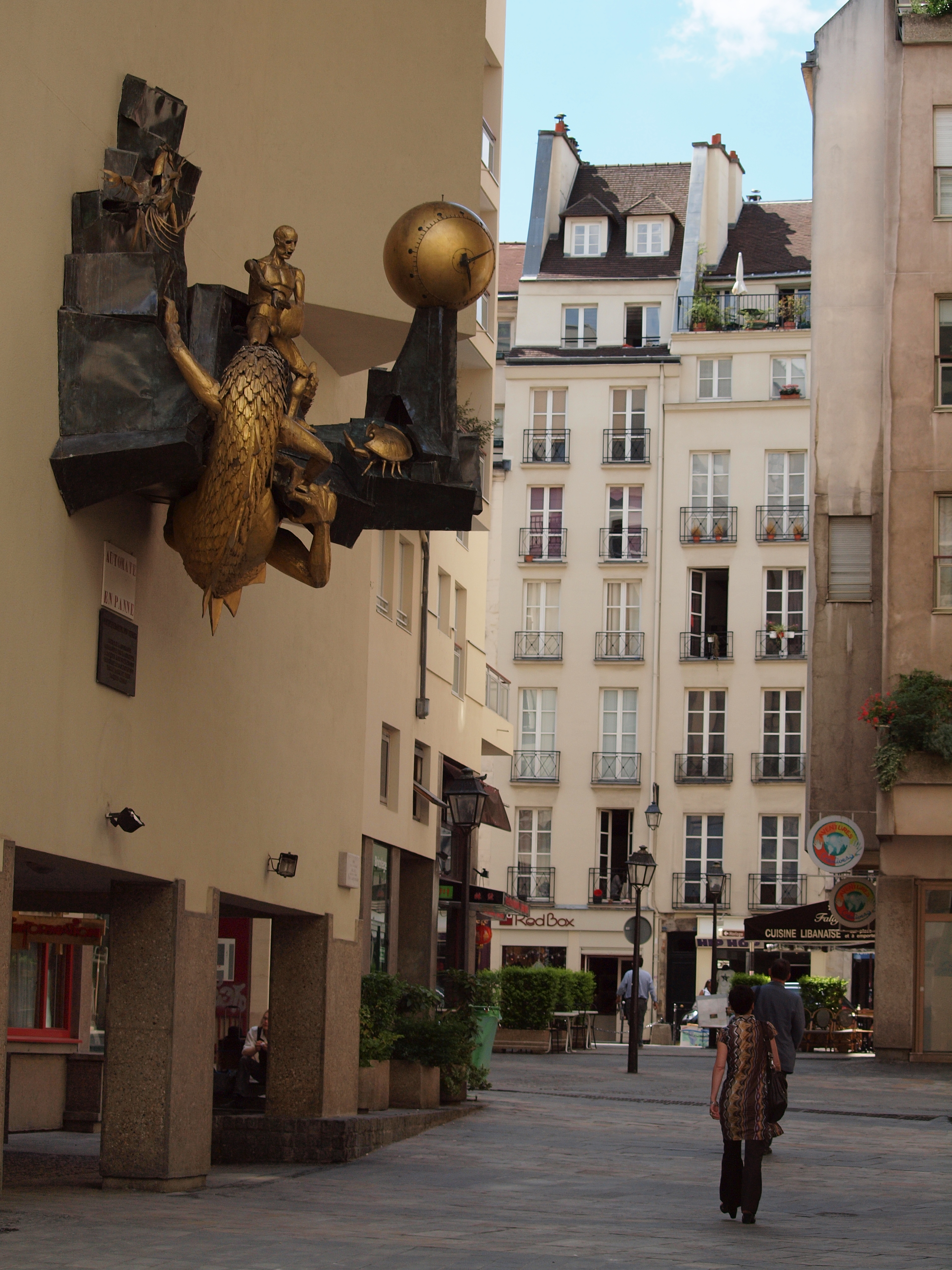
Le Défenseur du temps, 1979, dans le Quartier de l'Horloge à Paris

- 1970 : Le Marcheur de la BNP (BNP des Champs-Élysées, Paris)
- 1978 : Le Théâtre optique d'Émile Reynaud (musée Grévin, Paris)
- 1979 : Le Défenseur du temps (8, rue Bernard-de-Clairvaux, Quartier de l'Horloge, Paris)
- 1991 : Le Grand Marionnettiste (8, place Winston-Churchill, Charleville-Mézières)

## Récompenses et distinctions
- 1965 : bourse de la Vocation
- 1977 : médaille d'Ordu, sixième salon international de Genève
- 1979 : prix Jean-L'Herminier
- 1981 : grand prix des métiers d'arts d'Île-de-France
- 1985 : Oscar du mécénat d'entreprises, prix spécial du jury
- 1991 : LVMH « Science pour l'Art », mention spéciale
- 1991 : prix coloplast, prix spécial du jury
- 1993 : prix handicap

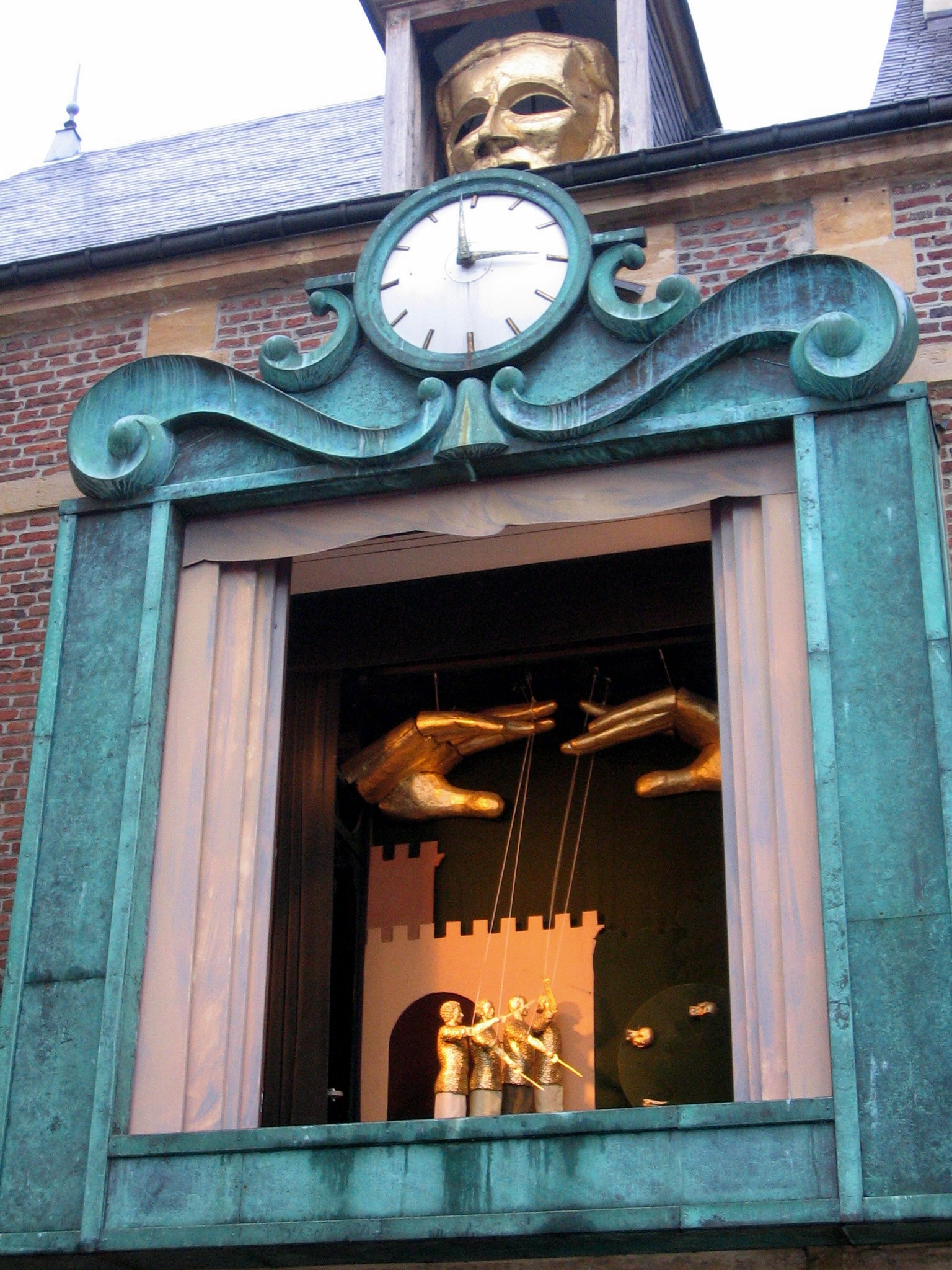
Le Grand Marionnettiste, 1991, à Charleville-Mézières

- Le Grand Marionnettiste, 1991, à Charleville-Mézières1997 : prix spécial du jury et prix du public, salon international de Saumur